# Rodolfo Terlizzi
Rodolfo Terlizzi, född 17 oktober 1896 i Florens, död 11 juli 1971 i Florens, var en italiensk fäktare.
Terlizzi blev olympisk guldmedaljör i florett vid sommarspelen 1920 i Antwerpen.